# (1770) Schlesinger
(1770) Schlesinger – planetoida z pasa głównego planetoid okrążająca Słońce w ciągu 3 lat i 312 dni w średniej odległości 2,46 au. Została odkryta 10 maja 1967 roku w obserwatorium El Leoncito przez Carlosa Cesco i Arnolda Klemolę. Nazwa planetoidy pochodzi od Franka Schlesingera, amerykańskiego astronoma. Przed jej nadaniem planetoida nosiła oznaczenie tymczasowe (1770) 1967 JR.